# قلعه کوه زردان
قلعه کوه زردان قلعهٔ تاریخی مربوط به دوره اسماعیلیان که در شمال شرقی و به فاصله ۴ کیلومتری روستای زردان در شهرستان زیرکوه، استان خراسان جنوبی واقع گردیده‌است.

## تاریخچه
با توجه به شواهد موجود این قلعه از قلعه‌های اسماعیلیان به‌شمار می‌رود و از مهم‌ترین قلاع اسماعیلیه در منطقه قهستان است. با توجه به موقعیت جغرافیایی و نیز سازه‌های فرعی و انبوه پیرامونی اطراف قلعه، اهمیت آن در نزد سازندگان و ساکنانش آشکار می‌شود. حاکمین مستقر درقلعه کوه زردان با قلاع پیرامونی (قلعه کوه افین و شاخن)، خصوصاً با قلعه کوه قاین به عنوان مقر فرماندهی ایالت قهستان، در ارتباط تنگاتنگی بوده‌است؛ لذا اشراف کاملی بر مناطق شرقی قهستان و زیرکوه داشته و عبور و مرور در مسیر فرعی جاده ابریشم را کنترل می‌نمودند. این مسیر هرات و فراه افغانستان را به شهرهای مرکزی ایران(اصفهان، یزد، کرمان و…) متصل می‌کند.
این اثر به عنوان یکی از آثار منتسب به فرقه اسماعیلیه از جایگاه مناسبی در میان آثار تاریخی منطقه برخوردار است. وجود آثار معماری که یا کاملاً مشخص می‌باشند یا به دلیل مدفون شدن در زیر آوار پنهان هستند و نیز پراکندگی آثار به جای مانده در محیط پیرامونی اثر نشان دهنده اهمیت این قلعه در منطقه می‌باشد.
فرقه اسماعیلیه که به عنوان یکی از گروه‌ها و نهضتهای مخالف حکومت سلجوقیان و خلفای عباسی مطرح می‌باشد، از سال ۴۸۴ تا سال ۶۵۴ هجری قمری که زمان حمله هولاکوخان مغول یعنی حدود ۱۷۰ سال، حضوری مداوم در منطقه قهستان داشته‌اند.

## مشخصات
قلعه کوه زردان برفراز کوهی به همین نام قرار گرفته. ظاهر آن به شکل کله قندی و از ۴ طرف تقریباً دارای شیب تندی است و ارتفاع آن در بلندترین نقطه حدوداً ۵۰۰ متر است. فضای محوطه بالای قلعه حدود ۳۰۰ متر را شامل می‌شود. پلان معماری قلعه مستطیل شکل و از سنگ لاشه و ملات ساروج ساخته شده و دارای حصار بلند و برج‌هایی جهت دیدبانی بوده‌است. راحت‌ترین معبر دست یابی به قلعه از سمت دیواره شرقی است که قبلاً ساختمانی در اینجا برای کنترل و بازرسی افراد ورودی وجود داشته‌است. این قلعه دردوره سلجوقیان و ایلخانی مسکونی بوده؛ تأسیسات قلعه به مرور زمان بر اثر حوادث طبیعی چون زلزله و باران آسیب‌های زیادی دیده و هم‌اکنون بسیار در هم ریخته‌است. باتوجه به اینکه این اثر تاریخی یکی از قلعه‌های منتسب به اسماعیلیان می‌باشد به لحاظ تاریخی، فرهنگی و نیز باستان‌شناسی اهمیت فراوانی دارد.

## راه دسترسی
مسیر دسترسی از روستای زردان، تقریبا ۳ کیلومتر به سمت شمال و در مسیر جاده خاکی معدن سنگ میباشد. با راهنمایان محلی و شورا و دهیاری زردان هماهنگ کنید. 

## امکانات
قلاورخانه (مرکز کنترل و فرمانروایی) 
چاپارخانه، 
استخر ذخیره آب،
حوض انبار آب،
غله خانه،
سرباز خانه،
برج نگهبانی،
بازداشت گاه، 
قبرستان و... 
که بر اثر گذشت زمان و نامهربانی طبیعت همچنین تخریب سودجویان اثار ملی، اثار برخی کلا از بین رفته است.

## کاوشها در قلعه کوه زردان
دهه پنجاه و در بحبوحه انقلاب سال ۱۳۵۷ شمسی، امریکاییها در قلعه کوه زردان به مدت یک ماه همراه با تجهیزات کامل حفاری و گنج یاب های پیشرفته حضور داشتند.

## بعد از انقلاب
پس از استقرار نظام جمهوری اسلامی، و بنا بر اخبار واصله به مرکز کشور، تیم تحقیقاتی به دستور وزیر وقت در زردان حضور پیدا کردند. در این میان عباس دوزدوزانی (وزیر ارشاد ملی در سال‌های ۱۳۵۹–۱۳۶۰) و مهندس حسین امینی (فرماندار وقت قاینات) از قلعه کوه زردان بازدید داشتند. با توجه به اینکه قلعه کوه زردان یکی از آثار تاریخی مهم منطقه است و در دهه ۱۳۶۰ توجه به میراث فرهنگی در حال افزایش بود.

## ثبت ملی
این اثر به تاریخ ۱۳۸۰/۰۹/۰۵ به شماره ۴۴۵۶ در فهرست آثار ملی ایران به ثبت رسیده‌است.